# 前761年
| 千纪： | 前1千纪 |
| 世纪： | 前9世纪 \| 前8世纪 \| 前7世纪 |
| 年代： | 前790年代 \| 前780年代 \| 前770年代 \| 前760年代 \| 前750年代 \| 前740年代 \| 前730年代 |
| 年份： | 前766年 \| 前765年 \| 前764年 \| 前763年 \| 前762年 \| 前761年 \| 前760年 \| 前759年 \| 前758年 \| 前757年 \| 前756年                                                                                  |
| 纪年： | 庚辰年（龍年）；周平王十年；周攜王十年；魯惠公八年；齊莊公三十四年；晉文侯二十年；秦文公五年；楚蚡冒三年；宋武公五年；衛武公五十二年；陳平公十七年；蔡共侯元年；曹惠伯三十五年；鄭武公十年；燕鄭侯四年 |